# جائزة فرنسا الكبرى للدراجات النارية 2000
جائزة فرنسا الكبرى للدراجات النارية 2000 هو سباق دراجات نارية أقيم بتاريخ 14 مايو 2000 في حلبة دي لا سارث. كان الجولة الخامسة من أصل 16 في سباق الجائزة الكبرى للدراجات النارية موسم 2000. فاز أليكس كريفيل بسباق فئة 500 سي سي بينما جاء نوريفومي أبي في المركز الثاني وحصل على المركز الثالث فالنتينو روسي.

## وصلات خارجية
- الموقع الرسمي